# Rezerwat przyrody Mątowy
Rezerwat przyrody Mątowy (Mątawy w akcie powołującym) – leśny rezerwat przyrody położony w widłach Nogatu i Wisły na tzw. Cyplu Mątowskim (utworzony w 1970 r., o powierzchni 56,89 ha) na obszarze Żuław Malborskich. Ochronie rezerwatu podlega las wiązowo-jesionowy i łąg wierzbowo-topolowy (dąb szypułkowy, jesion wyniosły, topola biała, wierzba biała, wiąz polny, olcha czarna). Występują tu stanowiska roślin rzadkich i podlegających ochronie (m.in. czartawa pospolita, kostrzewa olbrzymia, listera jajowata, podkolan zielonawy, kruszczyk szerokolistny, podagrycznik, śmiałek darniowy i paprotnik kolczysty). Najbliższe miejscowości to Mątowy Małe, Pogorzała Wieś i Piekło. W roku 2005 obszar ochronny Mątowy został przyłączony do nowo powstałego rezerwatu przyrody Las Mątawski.